# Levi Óstrov
Levi Óstrov (en rus: Левый Остров) és un poble (un khútor) de Calmúquia, a Rússia, segons el cens del 2010 tenia 27 habitants. Pertany al districte municipal de Priiútnoie.